# Folle blanche

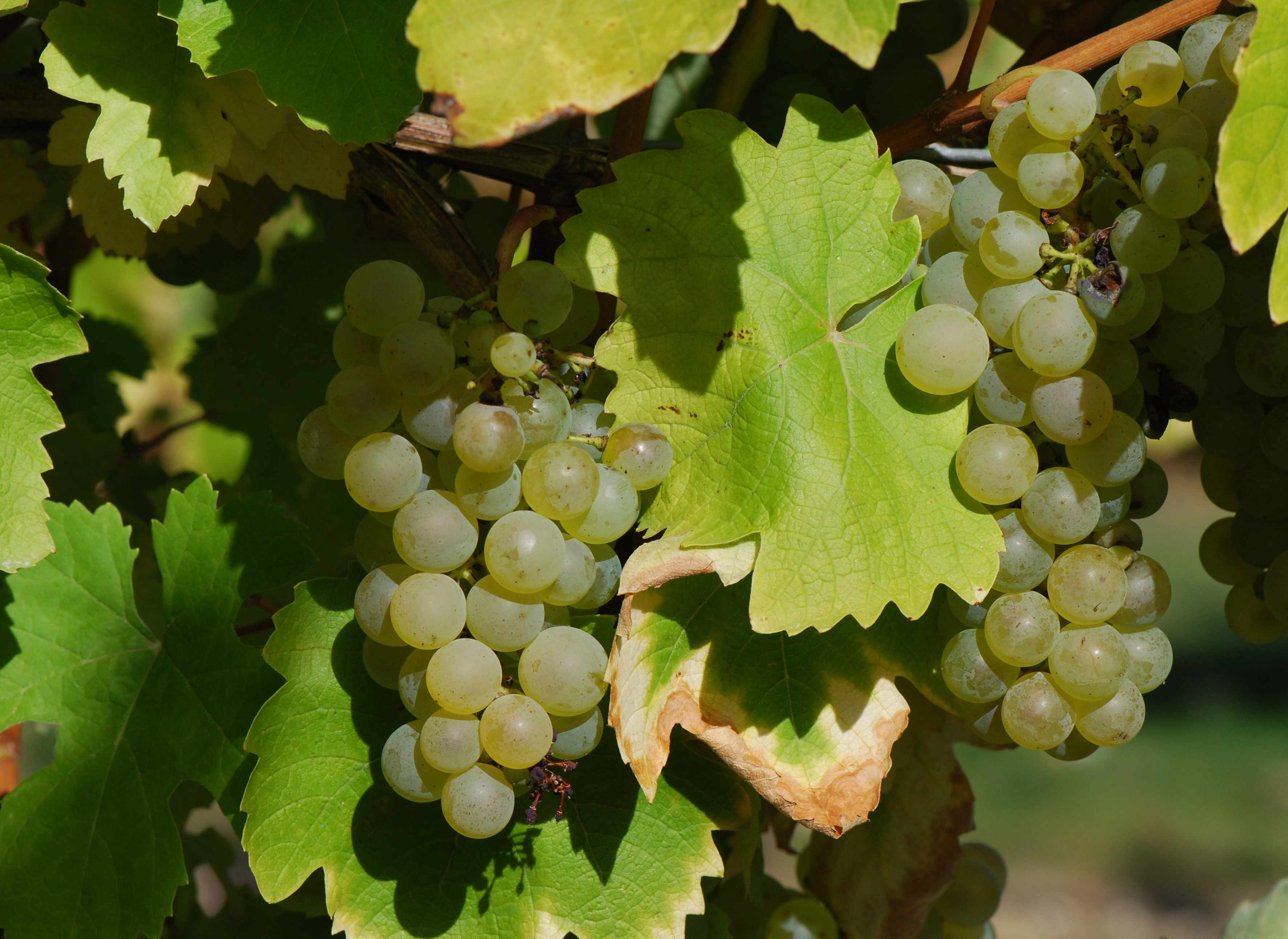
Racimos de folle blanche.

La folle blanche ha sido la variedad tradicional de las regiones francesas de Coñac y Armañac. También es conocida como picpoule. Aunque también se puede decir piquepoul, no está relacionada con la picpoul de Languedoc. La folle blanche es descendiente de la gouais blanc, aunque sus otros parientes no han sido identificados.
Ha sido reemplazada a menudo por su descendiente híbrido baco blanc debido a la filoxera del siglo XIX. La baco blanc (también conocida como baco 22A) es un cruce entre la folle blanche y la noah, que es un híbrido entre vitis riparia y vitis labrusca. La folle blanche también es padre de la baco 1 (o baco noir), un cruce entre la folle blanche y la vitis riparia muy resistente a las enfermedades. La baco noir y la baco 22A, al igual que la folle blanche y sus otros parientes, producen un vino muy ácido. Esto las hace más adecuadas para la destilación que las uvas menos ácidas.
La folle blanche se usa en el valle del Loira en los alrededores Nantes, en Bretaña, para producir el vino AOC Gros Plant du Pays Nantais. Este es un vino muy seco y a menudo muy ácido que acompaña bien al marisco. También es usada para producir el vino de mesa conocido como eau de vie.

## Historia
La primera mención registrada de la folle blanche fue en 1686 cuando la uva se documentó como una de las primeras variedades cultivadas en el departamento de Charente Marítimo. El nombre "folle" es el femenino de la palabra francesa "fou", que significa "loco". Los ampelógrafos han especulado que el nombre viene porque la vid tiene tendencia a ser muy productiva y vigorosa ahí donde es plantada. Varios sinónimos de folle blanche son similares a "gros plant" (gran planta), que fue usado en 1732 en el departamento de Loira Atlántico. El nombre "enrageat" (del francés "enragé") es un sinónimo común en el suroeste francés, al menos, desde 1736.
Los análisis de ADN de finales del siglo XX y comienzos del XXI han concluido que la folle blanche es uno de los numerosos descendientes de la gouais blanc, aunque el otro padre es actualmente desconocido. En 2001, el ampelógrafo francés Guy Lavignac teorizó que la folle blanche se había originado en el departamento de Landas o en el de Gers, en el suroeste francés, debido a la ploriferación de la descendencia de la folle blanche en esas regiones.
Históricamente, la folle blanche se ha plantado en la costa occidental francesa, desde el valle del Loira hasta Gascuña, por parte de los comerciantes de vino neerlandeses, que la usaban en la producción de eau de vie. Tras la epidemia de filoxera en el siglo XIX, las plantaciones de folle blanche disminuyeron y los agricultores las sustituyeron por variedades más resistente y menos propensas a la pudrición, como la baco blanc en Coñac y Armañac. Esta tendencia continuó a lo largo del siglo XX. Las plantaciones de folle blanche han seguido a la baja hasta llegar de las 15.856 ha en 1958 a las 1.770 ha en 2009.

### Relación con otras variedades
A través de su parentesco con la uva húngara gouais blanc, la folle blanche es medio-hermana de numerosas variedades, entre las que están aubin vert, bachet noir, knipperlé, montils, peurion, roublot, dameron, balzac blanc y genouillet.  La ampelógrafo estadounidense Linda Bisson clasificó a la follé blanche como miembro del grupo ampelográfico folle, por tener grandes similitudes y potenciales relaciones genéticas con otras uvas de ese grupo; la  meslier-saint-françois y la petit meslier.
La rara uva de vino de Burdeos merlot blanc es un cruce natural entre la folle blanche y la merlot que fue descubierta en 1891. Otra uva que desciende de la folle blanche es la monbadon, también conocida como burguer en California. Se cree que la monbadon es un cruce entre la folle blanche, la ugni blanc y la jurancon blanc. Se cree que jurancon blanc puede ser un cruce de la folle blanche con la pruéras.
Hubo un tiempo en que se creía que la folle blanche era una mutación de color de la jurancon noir (que también es conocida como folle noire) pero el análisis de ADN de 2009 demostró que las uvas tintas jurancon eran fruto de un cruce natural de la folle blanche con la malbec. Además, también se especuló con que la fuella nera (otra uva conocida por el sinónimo folle noire) era una mutación de color de la folle blanche pero el estudio de su ADN evidenció que ese no era el caso.
La folle blanche ha sido usada para engendrar otras variedades. François Baco creó la baco blanc (con noah) y la baco noir (con una vitis riparia desconocida). La folignan fue creada en 1965 por el Instituto Nacional de Investigación Agronómica francés (Institut national de la recherche agronomique) cruzando la folle blanche con la ugni blanc.

### Confusión con otras uvas
Debido a su parentesco con numerosas uvas, la folle blanche es confundida a menudo con otras variedades con las que tiene relación, como su medio-hermana knipperlé. Los sinónimos piquepoul, usado en Gascuña, y piquepoul du gers, usado en Lot y Garona, han hecho que sea confundida con la uva piquepoul blanc del Ródano, pero los análisis del ADN no han demostrado ningún parentesco entre ambas variedades.

## Viticultura

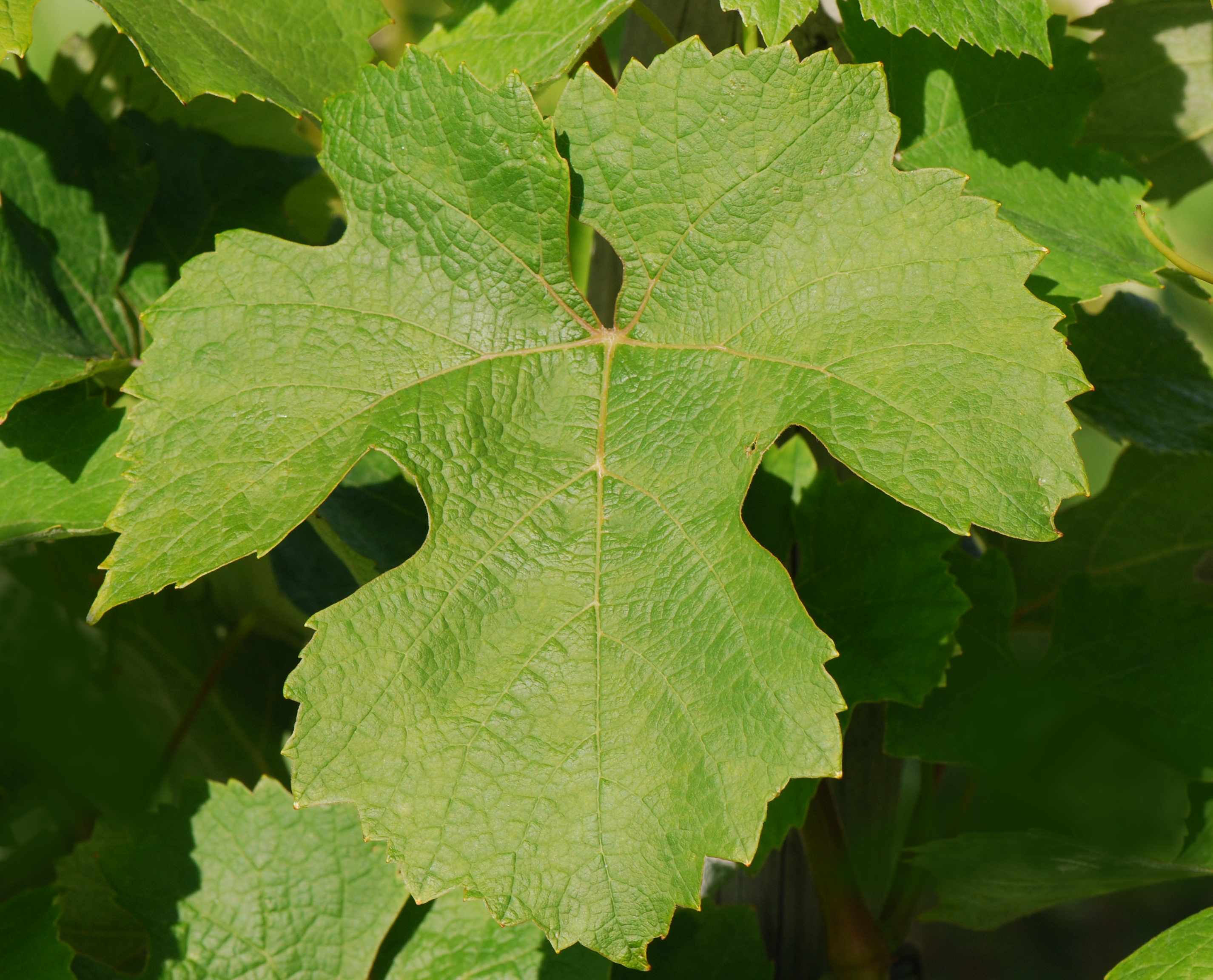
Hoja de una vid folle blanche.

La folle blanche puede ser una variedad muy productiva, con una madurez media y con altos rendimientos. Es altamente susceptible a varios riesgos vitituclturales, como el mildiu, ácaros y pudrición negra.
La tendencia de la uva a brotar temprano la hace susceptible también a la helada de la primavera y las uvas muy unidas en el racimo la hacen susceptible a las infecciones fúngicas como la botrytis cinerea.

## Regiones

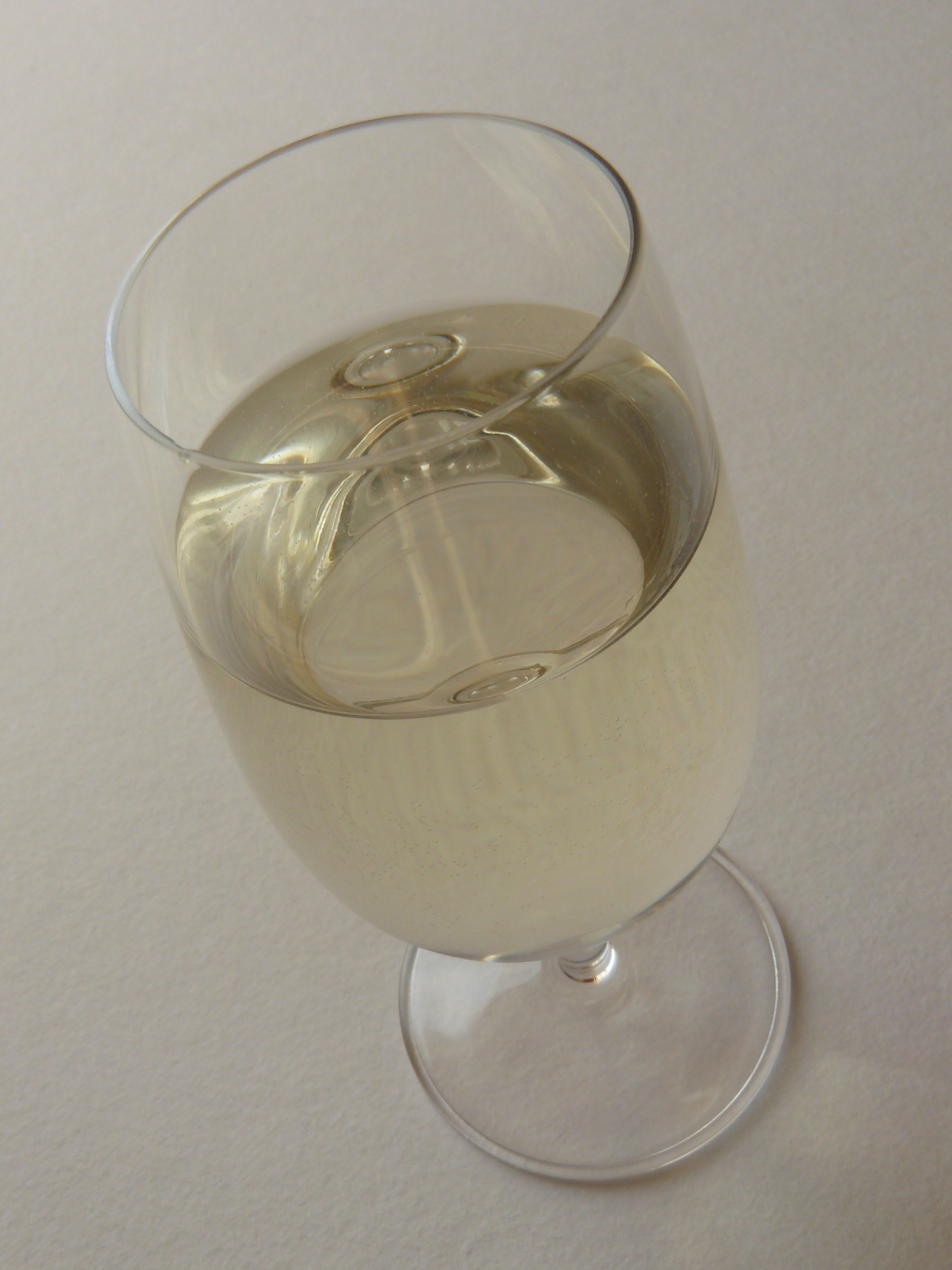
Una copa de vino Gros Plant du Pays Nantais, realizado con folle blanche.

En 2009 había 1.770 ha de folle blanche en Francia. La mayor parte estaba en la región nantesa (en la misma zona del vino muscadet) del valle del Loira. Ahí es usada para la Appellation d'Origine Contrôlée (AOC) Gros Plant du Pays Nantais. Aunque la uva usada en Coñac y Armañac ha decaído bastante en favor de la baco blanc, algunos productores de Armañac hacen un brandy monovarietal de esta uva.
En España se encuentra en la comunidad autónoma del País Vasco, donde es conocida a veces como mune mahatsa. En el País Vasco a veces se mezcla con courbu blanc, conocida ahí como hondarribi zuri. Se encuentra en la Denominación de Origen Chacolí de Vizcaya (bizkaiko txakolina). En Cataluña es usada por algunos productores para hacer brandy.
En Estados Unidos, hay pequeñas plantaciones de esta variedad en California.

## Sinónimos
La variedad folle blanche tiene varios sinónimos, como amounedat, bordelais, bouillon, burageat, came braque, camobraque, canut, canut du Lot et Garonne, chalosse blanche (en Gers y en Landes), chalot, dame blanc, dame blanche (en Lot y Garona), damery, engreat blanc, enrachat, enragé (en Gironde), enrageade, enrageat (in the gironde), enrageat blanc, feher folle, fol, fol belyi, folle (en Charente), folle de bordeaux, fou, fütterer, grais, grais bouillon, gros meslier, gros plant (en el Pay Nantais y en Vendée), grosse blanquette, grosse chalosse, matza zuri (en País Vasco), mendic, mendik, mondic, mune mahatsa (en País Vasco), petit verjus, pic pouille blanc, picpouille, picpoul, picpoule, picpoult d’armagnac, picpout, picquepouille, piquepoul (en Gascuña), piquepoul du Gers (en Lot y Garona), piquepoult, piquepout, plant de dame, plant de madame, plant de madone, pochelle blanche, rebauche, rochelle blanc, rochelle blanche, rochelle verte, roumain, taloche du Lot, talosse y ugne blanche.